# Công giáo tại Trung Quốc
Giáo hội Công giáo ở Trung Quốc có một lịch sử lâu dài và phức tạp. Kitô giáo đã tồn tại ở Trung Quốc dưới nhiều hình thức từ ít nhất là triều đại nhà Đường vào thế kỷ thứ 8 sau Công nguyên.
Sau khi chính quyền Cộng hòa Nhân dân Trung Hoa thành lập năm 1949, quan hệ giữa Tòa Thánh và chính quyền Trung Quốc ngày càng trở nên căng thẳng và đến năm 1956 thì cắt đứt mọi quan hệ. Các nhà truyền giáo Công giáo và Tin Lành đã bị trục xuất khỏi đất nước, và tôn giáo bị phỉ báng như một biểu hiện của chủ nghĩa đế quốc phương Tây. Trên thực tế, dưới sự bảo trợ của chính quyền Trung Quốc, hình thành một giáo hội Trung Quốc tự chủ với sự điều hành của Hội Công giáo Yêu nước Trung Quốc và Giám mục đoàn Công giáo Trung Quốc, thường được gọi là giáo hội "nhất hội nhất đoàn", gần như độc lập với Giáo hội Công giáo hoàn vũ và từ chối thẩm quyền của Tòa Thánh. Chính quyền Trung Quốc cũng thiết lập một hệ thống các giáo phận gần như tương ứng với địa giới hành chính và cơ cấu tuyển chọn giám mục cũng thoát ly khỏi giáo luật của Giáo hội Công giáo Rôma. Tuy nhiên, với thỏa thuận từ tháng 9 năm 2018, Giáo hoàng có quyền phủ quyết bất kỳ Giám mục nào mà Trung Quốc khuyến nghị.
Vào những năm 1950, "các tín hữu trung thành với Vatican" (vì họ đã cố gắng giữ sự liên hệ hiệp thông với giáo hoàng và Tòa Thánh) đã trở thành một giáo hội ngầm (giáo hội hầm trú) với cơ chế lỏng lẻo. Các thành viên của họ phải chịu sự đàn áp của chính phủ. Các giám mục và linh mục thường xuyên bị giam giữ và chuyển đến các trại cải tạo nhà nước, nơi nhiều người đã chết hoặc trở thành tử sĩ từ năm 1949, nhưng đặc biệt là từ năm 1957.
Giáo hội hầm trú và Giáo hội "công khai" (còn gọi là giáo hội "nhất hội nhất đoàn", tức giáo hội do Hội Công giáo Yêu nước Trung Quốc và Hội đồng Giám mục Trung Quốc điều hành), thường xảy ra mâu thuẫn căng thẳng vì cơ chế hoạt động và bổ nhiệm chức sắc. Vào năm 1980, giáo hội "công khai" thành lập Hội đồng Giám mục Trung Quốc (中国天主教主教团) với đa số gồm các giám mục do chính phủ Trung Quốc bổ nhiệm. Đến năm 1989, giáo hội hầm trú lại thành lập Hội đồng Giám mục Trung Quốc Đại lục (天主教中国大陆主教团) với các giám mục do Tòa Thánh bổ nhiệm và không phải là thành viên của Hội Công giáo Yêu nước Trung Quốc. Hội đồng Giám mục Trung Quốc Đại lục là một biểu hiện so sánh với Hội đồng Giám mục Đài Loan, hợp thành giáo hội Trung Hoa hiệp thông với giáo hội hoàn vũ.

## Thỏa thuận Tòa Thánh - Trung Quốc
Vào ngày 22 tháng 9 năm 2018, Trung Quốc và Vatican đã ký một thỏa thuận lịch sử liên quan đến việc bổ nhiệm các giám mục tại Trung Quốc. Theo thỏa thuận này, chính phủ Trung Quốc công nhận giáo hoàng là người đứng đầu Công giáo Trung Quốc. Bộ Ngoại giao Trung Quốc cho biết trong một tuyên bố rằng thỏa thuận cũng làm việc để duy trì thông tin liên lạc và cải thiện quan hệ giữa hai bên. Tuy nhiên, nó không thiết lập quan hệ ngoại giao giữa Vatican và Trung Quốc. Vatican hiện có quan hệ ngoại giao với Đài Loan, mà Trung Quốc không công nhận. Phát ngôn viên Vatican Greg Burke, phát biểu tại Lithuania, mô tả thỏa thuận là "không vì mục đích chính trị nhưng vì mục đích mục vụ, cho phép các tín hữu có các giám mục đang hiệp thông với Rôma nhưng đồng thời được chính quyền Trung Quốc công nhận" thỏa thuận nói rằng Trung Quốc sẽ giới thiệu các Giám mục trước khi họ được Giáo hoàng bổ nhiệm, nó cũng quy định rằng Giáo hoàng có thẩm quyền phủ quyết bất kỳ Giám mục nào mà Trung Quốc đề nghị. Sau đó, Giáo hoàng Phanxicô phê chuẩn bảy giám mục đã được Bắc Kinh chỉ định, sau khi rút lại những lời chỉ trích của Tòa Thánh chống lại họ và cũng tha thứ cho một vị giám mục đã qua đời mà đã nhận lãnh sự giám mục mà không có sự chấp thuận của giáo hoàng.
Vào ngày 23 tháng 9, Giáo hội Công giáo được nhà nước công nhận ở Trung Quốc cam kết sẽ trung thành với Đảng Cộng sản Trung Quốc. Sự phản ánh của Giáo hoàng Phanxicô về thỏa thuận được đưa ra trong Sứ điệp của Giáo hoàng Phanxicô cho người Công giáo Trung Quốc và Giáo hội Hoàn vũ vào ngày 26 tháng 9 năm 2018.
Vào ngày 26 tháng 10 năm 2018, AsiaNews báo cáo rằng bất chấp thỏa thuận, chính phủ Trung Quốc quyết định tiếp tục đưa Giáo hội Công giáo vào cuộc đàn áp tôn giáo và phá hủy hai đền thờ Đức Mẹ Maria, một trong số đó nằm ở Sơn Tây và một ở Quý Châu.